# Целинное (Мендыкаринский район)
Целинное (каз. Целинный) — упразднённое село в Мендыкаринском районе Костанайской области Казахстана. Ликвидировано в 2009 году. Входило в состав Краснопресненского сельского округа. Код КАТО — 395647106.
Находится на восточном берегу озера Каракамыс.

## Население
В 1999 году население села составляло 102 человека (46 мужчин и 56 женщин). По данным переписи 2009 года в селе проживало 37 человек (16 мужчин и 21 женщина).